# Giacomo Giacopelli
Giacomo Giacopelli (Parma, 27 gennaio 1808 – Parma, 2 aprile 1893) è stato un pittore e scenografo italiano.